# Ulrich Loewenheim
Ulrich Loewenheim (* 30. Mai 1934 in Göttingen) ist ein deutscher Rechtswissenschaftler. Er ist Emeritus der Johann Wolfgang Goethe-Universität Frankfurt am Main. Sein Forschungsschwerpunkt liegt im Privatrecht, der Rechtsvergleichung, sowie im Urheber- und Wettbewerbsrecht.

## Leben
Ulrich Loewenheim studierte ab 1955 Rechtswissenschaft, Geschichte und Kunstgeschichte an der Johann Wolfgang Goethe-Universität Frankfurt am Main, wo er 1961 mit dem ersten juristischen Staatsexamen abschloss. 1962 wurde er mit der Arbeit Anstiftung durch Unterlassen an der Frankfurter Universität promoviert. Nach der zweiten juristischen Staatsprüfung 1965 war er bis 1968 wissenschaftlicher Assistent in Frankfurt. Es folgte ein Auslandsaufenthalt bis 1969 an der University of California, Berkeley und der Georgetown University. 1969 wurde er in Frankfurt bei Heinrich Kronstein mit Warenzeichen und Wettbewerbsbeschränkung habilitiert und erhielt venia legendi für bürgerliches Recht, Handels- und Wirtschaftsrecht, internationales Privatrecht und Rechtsvergleichung.
Von 1977 bis 1999 war er Richter am OLG Frankfurt am Main. Er war mehrfach Gastprofessor an der University of Berkeley (1975, 1977, 1979, 1987, 1989, 1993), der Universität Tokio (1981), der Universität Kyōto (1981), der Thammasat-Universität (1981, 1983, 1996, 1997, 1999, 2001, 2002, 2005, 2006, 2007, 2010, 2012, 2014, 2016, 2019), der Universität Manila (1983), der National University of Singapore (1983), der Hebrew University of Jerusalem, der University of Florida (1992, 1993, 1995, 1998, 2000, an der er am Levin College of Law von 2006–2018 als adjunct professor lehrte), der Vanderbilt University (1993), sowie der Columbia University (1996).

## Mitgliedschaften
- 1994 – 1997 Mitglied des Kuratoriums des Max-Planck-Instituts für Ausländisches und Internationales Patent-, Urheber- und Wettbewerbsrecht, München
- 1997–1999: Vorsitzender des Fachbeirats des Max-Planck-Instituts für ausländisches und internationales Patent-, Urheber- und Wettbewerbsrecht München
- seit 1998	Mitglied des Gesamtvorstands der Deutschen Vereinigung für Gewerblichen Rechtsschutz und Urheberrecht
- 1998 – 2015	Vorsitzender des Fachausschusses für Kartellrecht der Deutschen Vereinigung für Gewerblichen Rechtsschutz und Urheberrecht
- 1999 – 2009	Vorsitzender des Fachbeirates des Max-Planck-Instituts für Ausländisches und Internationales Patent-, Urheber- und Wettbewerbsrecht, München (heute Max-Planck-Institut für Innovation und Wettbewerb)
- 1999 – 2015	Mitglied des Vorstands der Deutschen Gesellschaft für Rechtsvergleichung
- 2003–2014   Mitglied der Fakultät des Munich Intellectual Property Law Center
- Erster Vorsitzender der Deutschen Landesgruppe der Association Littéraire et Artistique Internationale (ALAI, ab 2011 Mitglied des Vorstandes), zuvor schon Mitglied des Comité Exécutif der Association
- 2006–2018 Adjunct Professor am Levin College of Law,juristische Fakultät der University of Florida

## Veröffentlichungen (Auswahl)
- Anstiftung durch Unterlassen (Dissertation 1962)
- Warenzeichen und Wettbewerbsbeschränkung (Habilitationsschrift 1970)
- Bereicherungsrecht (1988, 2. Aufl. 1997, 3. Aufl. 2007)
- Praxis des Online-Rechts (2001)
- Handbuch des Urheberrechts (Hg. 2003, 2. Aufl. 2010, 3. Aufl. 2021)
- Urheberrecht im Informationszeitalter (Hg. 2004)
- Kartellrecht (Bd. 1 2005), (Bd. 2 2006, hg. gemeinsam mit Karl Meessen und Alexander Riesenkampff), 2. Aufl. 2009, 3. Aufl. 2016 mit Karl Meessen, Alexander Riesenkampff, Christian Kersting und Hans Jürgen  Meyer-Lindemann, 4. Aufl. 2016
- Urheberrecht. Kommentar (Hg. 2010, Fortführung des Werkes von Gerhard Schricker, 4., 5. und 6. Aufl.)